# Ludwig Schneller (Politiker)
Ludwig Schneller, geboren als Max Ludwig Schneller (* 17. Februar 1879 in Zürich; † 15. Oktober 1936 ebenda), war ein Schweizer Politiker (CVP).

## Biografie
Schneller besuchte die Volksschule in Zürich und anschliessend das Jesuitengymnasium in Feldkirch. Er studierte Rechtswissenschaft an den Universitäten Zürich, Lausanne, Berlin und Paris, promovierte zum Dr. iur. und erhielt das Anwaltspatent. Ab 1905 betrieb er eine eigene Kanzlei in Zürich.
1904 gründete Schneller die Christlichsoziale Partei des Kantons Zürich mit und war jahrelang Vizepräsident der Kantonal- sowie der Stadtpartei. Von 1913 bis 1917 war er Mitglied des Grossen Stadtrates Zürichs und anschliessend bis 1931 Mitglied des Zürcher Kantonsrat. 1931 wurde Schneller in den Nationalrat gewählt, in welchem er bis 1936 sass.
Die Akademische Gesellschaft Renaissance wurde 1904 durch Schneller gegründet, 1919 gründete er den Club Felix und war Herausgeber, Redaktor und Förderer der Schweizer Rundschau. Weiter war er einer der Initianten des katholischen Akademikerhauses in Zürich und war von 1918 bis 1923 Präsident der Kommission zum Studium der besseren Finanzierung der zürcherischen Diasporapfarreien.